# Chris Van Allsburg
Chris Van Allsburg   (East Grand Rapids, 18 de juny de 1949) és un escriptor i il·lustrador estatunidenc de llibres infantils. Ha guanyat dues vegades la medalla Caldecott, per Jumanji (1982) i per L'Exprés Polar (1985), tots dos textos escrits i il·lustrats per aquest autor. Tots dos van ser adaptats més tard en pel·lícules reeixides. Va rebre la Medalla d'Honor Caldecott el 1980 per The Garden of Abdul Gasazi. També va ser finalista del Caldecott el 1980 per El jardí d'Abdul Gasazi. Per la seva contribució com a il·lustrador infantil, va ser nominat als Estats Units el 1986 per al Premi Internacional Hans Christian Andersen biennal, el màxim reconeixement internacional per a creadors de llibres infantils. Va rebre el títol honorífic de Doctor en Humanitats de la Universitat de Michigan l'abril de 2012.

## Obres
- El lleó, la bruixa i l'armari, textos de C. S. Lewis, 1978
- El príncep Caspian, textos de C. S. Lewis, 1979
- The Garden of Abdul Gasazi, 1979
- La travessia del Navegant de l'Alba, textos de C. S. Lewis, 1980
- El tron de plata, textos de C. S. Lewis, 1981
- Jumanji, 1981, medalla Caldecott
- Ben's Dream, 1982
- El cavall i el noi, textos de C. S. Lewis, 1982
- The Wreck of the Zephyr, 1983
- El nebot del mag, textos de C. S. Lewis, 1983
- The Mysteries of Harris Burdick, 1984
- L'última batalla, textos de C. S. Lewis, 1984
- The Enchanted World: Ghosts, textos d'Editors of Time Life Books, 1984
- The Polar Express, 1985, medalla Caldecott
- The Mother Goose Collection, textos de Charles Perrault, 1985
- The Enchanted World: Dwarfs, textos de Tim Appenzeller, 1985
- The Stranger, 1986
- The Z Was Zapped, 1987
- Two Bad Ants, 1988
- James i el préssec gegant, textos de Roald Dahl, 1988
- Swan Lake, textos de Mark Helprin, 1989
- Just a Dream, 1990
- The Wretched Stone, 1991
- The Widow's Broom, 1992
- The Sweetest Fig, 1993
- From Sea to Shining Sea: A Treasury of American Folklore and Folk Songs, textos de Amy L. Cohn, 1993
- The Mysteries of Harris Burdick, 1994
- Bad Day at Riverbend, 1995
- A City in Winter, textos de Mark Helprin, 1996
- The Veil of Snows, textos de Mark Helprin, 1997
- The Emperor's New Clothes: An All-Star Illustrated Retelling of the Classic Fairy Tale, textos de Hans Christian Andersen i el Starbright Foundation, 1998
- Oz: The Hundredth Anniversary Celebration, textos de L. Frank Baum i Peter Glassman, 2000
- Zathura, 2002
- Probuditi!, 2006
- A Kingdom Far and Clear: The Complete Swan Lake Trilogy, textos de Mark Helprin, 2010
- Queen Of The Falls, 2011
- The Chronicles of Harris Burdick: Fourteen Amazing Authors Tell the Tales, 2011
- The Misadventures of Sweetie Pie, 2014